# アイ・イン・ザ・スカイ 世界一安全な戦場
『アイ・イン・ザ・スカイ 世界一安全な戦場』（アイ・イン・ザ・スカイ せかいいちあんぜんなせんじょう、原題: Eye in the Sky）は、2015年製作のイギリス映画。ドローンを使用した現代の戦争の実態を描いた軍事サスペンス映画。
アラン・リックマンは『アリス・イン・ワンダーランド/時間の旅』と共に本作が遺作となった。

## あらすじ
イギリス・ロンドンで、イギリス軍のキャサリン・パウエル大佐（演：ヘレン・ミレン）は、国防副参謀長のフランク・ベンソン中将（演：アラン・リックマン）のもと、アメリカ軍のドローン、MQ-9 リーパー偵察攻撃機を使い、英米・ケニアによる合同テロリスト捕獲作戦を指揮していた。
合同チームは、上空2万2千フィートを飛んでいるMQ-9 リーパーと現地の偵察用小型ドローンにより、ケニアの首都ナイロビの隠れ家に潜んでいるアル・シャバブのテロリストたちを確認した。屋内の昆虫型小型ドローンにより、テロリストたちが自爆ベストを着用して犯行予告映像を撮影し、今まさにテロを決行しようとしていることが発覚する。
英米・ケニア合同軍はテロの被害を未然に防ぐべく、捕獲を諦め、テロリストへの攻撃を決定する。アメリカ合衆国ネバダ州の米軍基地では、ドローン・オペレーター（×パイロット）のスティーブ・ワッツ（演：アーロン・ポール）が、パウエル大佐からの指令を受け、ミサイルの発射準備に入る。だが、発射準備に入ったその時、目標のそばの路上で、隠れ家の隣に住む少女アリア（演：アイシャ・タコウ）がパンを売る準備を始める。
予期せぬ民間人の巻き添え被害の可能性が生じたため、内閣府ブリーフィングルーム（コブラ）に詰める軍人や政治家たちの間で議論が勃発する。パウエル大佐は、少女を犠牲にしてでもテロリストを殺害することを主張するが、政務次官・閣外大臣は民間人の犠牲を避けようとし、合意には至らない。少女を救うため、司令部は彼女の売るパンを買い上げるよう現地工作員に命令を出すが、失敗に終わりアリアはパンを売り続ける。
最終的に、司令部は巻き添え被害による少女の死亡率を50%以下に下げた地点を選んで攻撃することを選択するが、アリアは爆発に巻き込まれて怪我を負い、搬送先の病院で亡くなる。作戦終了後、政務次官（演：モニカ・ドラン）は「私の意見では、それは恥ずべき事でした。全て貴方の安全な椅子から行われました。」と述べる。これに対してベンソン中将は5度の自爆テロ直後に立ち会った事を話す。

## キャスト
※括弧内は日本語吹替
- キャサリン・パウエル大佐（常設総合司令部司令官） - ヘレン・ミレン（一柳みる）
- スティーヴ・ワッツ中尉（ドローン操縦士） - アーロン・ポール（小田柿悠太）
- フランク・ベンソン中将（国防副参謀長） - アラン・リックマン（土師孝也）
- ジャマ・ファラ（現地工作員） - バーカッド・アブディ（あべそういち）
- ブライアン・ウッデール閣外大臣 - ジェレミー・ノーサム（尾花かんじ）
- キャリー・ガーション上等航空兵 - フィービー・フォックス（大井麻利衣）
- ジェームズ・ウィレット英国外相 - イアン・グレン（宗矢樹頼）
- エド・ウォルシュ中佐 - ギャヴィン・フッド
- アンジェラ・ノース政務次官（アフリカ担当） - モニカ・ドラン（英語版）（土門敬子）
- ケン・スタニックアメリカ合衆国国務長官 - マイケル・オキーフ

## 評価

### 受賞
| 年   | 映画賞     | 賞     | 対象           | 結果 | 出典  |
| ---- | ---------- | ------ | -------------- | ---- | ----- |
| 2016 | 英国映画賞 | 脚本賞 | ガイ・ヒバート | 受賞 | [ 7 ] |

## 関連作品
- ドローン・オブ・ウォー